# Селявін Віктор Олексійович
Ві́ктор Олексі́йович Селя́він (нар. 7 листопада 1875, Санкт-Петербург — пом. 17 листопада 1945, Одеса) — оперний співак (лірико-драматичний тенор), артист драми і оперети, музичний педагог, професор. Заслужений артист УРСР (1923).

## Життєпис
Співу навчався в Петербурзі у І. Шавердова. Співав у хорі Петербурзької консерваторії.
1895 року дебютував у опері «Бал-маскарад» (партія Судді).
1896 за пропозицією М. Римського-Корсакова виступив у партії Юродивого («Борис Годунов» Модеста Мусоргського) замість виконавця, який хворів.
Згодом виступав у опереті, драмі і опері в театральних колективах різних міст, зокрема, у Петербурзі (Приватна опера Л. П. Штейнберга (1901), Новий літній театр «Олімпія» (1907)), у Тифлісі (антреприза М. М. Фігнера), Харкові, Нижньому Новгороді (1904), Казані (1904, 1906), Саратові (1906), Москві (Оперний театр Зиміна, 1906—1908), Києві (антреприза М. М. Бородая, 1905—1906), 1908—1911, 1923—1925), Одесі (1911—1923).
В квартеті з М. Бочаровим, С. Варягіним, Є. Єгоровим виконував твори Моцарта, Шуберта, Шуманна та ін.
1920 року організував «Одеське трудове оперне кооперативне товариство». Влаштовував спектаклі, концерти для вояків і матросів. Його репертуар включав 80 партій.
Як педагог вів клас співу в Одеському музично-драматичному інституті, мав звання професора.
Серед його учнів: В. Козерацький, О. Кривченя, Д. Сієжинська, С. Молотова, Л. Крижанівська. Рекомендував до навчання у педагога Н. А. Урбан відому в майбутньому співачку Галину Олійниченко.
Талановита студентка Людмила Крижанівська (сопрано) була улюбленицею професора. Він з дружиною Ольгою Миколаївною не мали своїх дітей і прийняли молоду талановиту студентку як доньку, допомагаючи їй не тільки у професійному, але і в людському плані.
1923 року був удостоєний звання заслуженого артиста УРСР.
Під час румунської окупації в Одесі був директором Оперного театру, через що мав великі проблеми після звільнення міста. Хоча він, за різною інформацією, в тому числі за інформацією дослідника Валентина Максименка, був великим праведником і врятував життя багатьом євреям, його жорстко допитували в НКВС. Лише після 13-ти місяців допитів був реабілітований, проте його здоров'я було підірване.
17 листопада 1945 року Віктор Олексійович помер від інфаркту, який стався на Одеському залізничному вокзалі перед запланованою поїздкою до Києва для участі в журі конкурсу вокалістів. На тому конкурсі його учениця Софія Молотова отримала Третю премію.

## Партії
перший виконавець
- Пастух («Цигани» А. Шефера)
- Іван Кольцо («На Волзі»)
- Гвідо Барді («Флорентійська трагедія»)

в Одесі
- Князь («Русалка» О. Даргомижського)
- Левко («Майська ніч»)
- Фауст («Фауст»)
- Хозе («Кармен»)
- Джеральд, Фра-Дьяволо, Ликов, Володимир Ігорович

кращі партії
- Андрій («Запорожець за Дунаєм» П. Гулака-Артемовського)
- Дубровський («Дубровський» Е.Направника)
- Нерон («Нерон» А. Рубінштейна)
- Ленський, Герман («Винова краля» П. Чайковського)
- Рауль, Надір, Елеазар («Жидівка» Ф. Галеві)
- Герцог («Ріголетто»)
- Рудольф («Богема»)
- Каварадоссі, Вертер, Гофман, Каніо.